# Ans van Gerwen

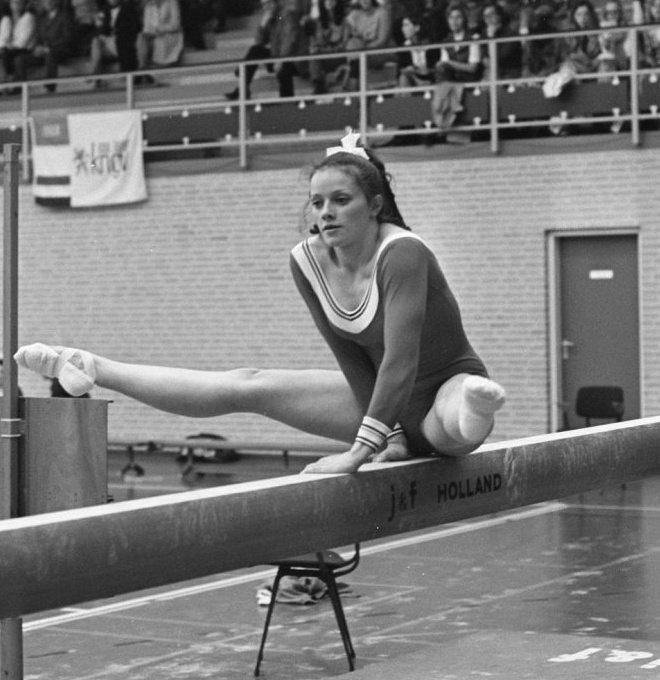
Ans van Gerwen, 1972

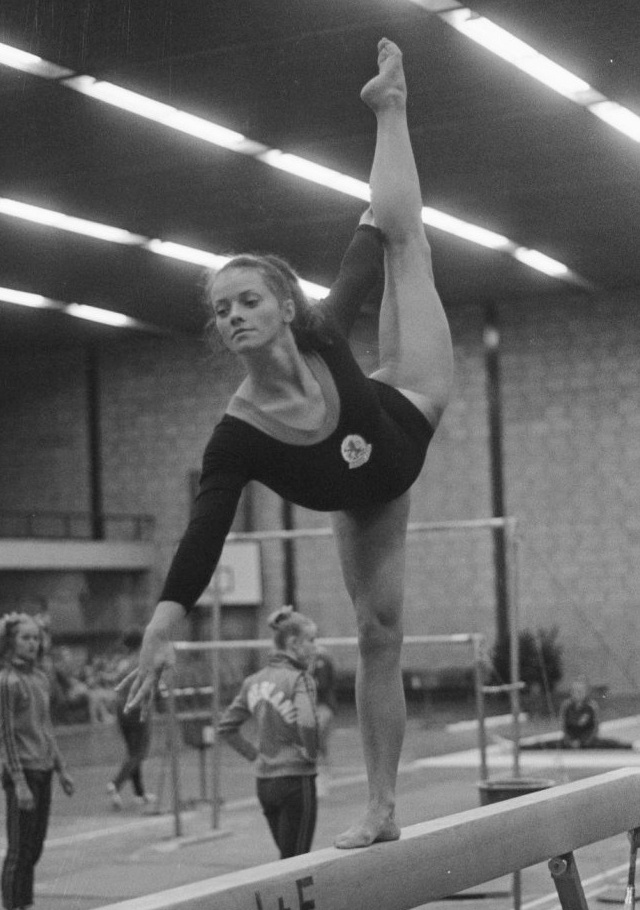
Ans van Gerwen, 1972

Anna Maria „Ans“ van Gerwen (* 17. Januar 1951 in Eindhoven), verheiratete Smulders, ist eine ehemalige niederländische Turnerin. Van Gerwen war in der ersten Hälfte der 1970er Jahre die erfolgreichste Turnerin ihres Landes. Im Lauf ihrer Karriere wurde sie vierfache Meisterin im Mehrkampf, 1972 und 1973 gewann sie zudem alle Gerätefinals.
International machte sie während der Olympischen Sommerspiele 1972 in München auf sich aufmerksam. Nach dem Erfolg mit der niederländischen Mannschaft, die den neunten Platz erreichte, kämpfte sie sich im Einzelmehrkampf auf Rang 19. Damit war sie die höchstplatzierte Teilnehmerin aus Westeuropa.
Für ihre Leistung erhielt Van Gerwen 1972 den erstmals vergebenen Pahud-de-Mortanges-Preis, mit dem die bemerkenswertesten Leistungen eines niederländischen Sportlers bei Olympischen Spielen ausgezeichnet werden. Im gleichen Jahr wurde sie in den Niederlanden als erste Turnerin überhaupt zur Sportlerin des Jahres gekürt.
1973 heiratete sie den Turner Cor Smulders. Mit ihm zusammen eröffnete sie in Aarle-Rixtel ein Restaurant. 2006 wurde das Lokal verkauft und Van Gerwen heiratete Lambert van de Velden.